# 이용순 (성우)
이용순(1970년 3월 21일 ~ )은 대한민국의 성우이다. 1994년 KBS 공채 24기로 입사했다. 현재는 31대 KBS 성우극회 부회장이다.

## 주요 출연작

### 애니메이션
- 공룡, 타임머신을 타다 (KBS) - 버스터
- 구름빵 3기 (KBS) - 엄마
- 구슬대전 배틀비드맨 (KBS) - 웬
- 기동전함 나데카 (SBS) - 메이
- 꼬마돼지 피글리의 모험 (EBS)
- 데블 파이터 (KBS) - 여민철
- 두꺼비 순찰대 (SBS)
- 천사랑 (EBS) - 뚜바
- 또롱이는 멋져! (EBS) - 또롱이
- 마하특급 델타트레인 (KBS) - 나자람
- 무적캡틴 사우루스 (KBS) - 반장
- 붕붕차차 (KBS) - 테리
- 비밀일기 (KBS)
- 사이버영혼 바스토프레몬 (KBS) - 민트의 친구
- 소피는 말썽꾸러기 (EBS) - 어른 마거릿
- 수호요정 미셸 (KBS) - 마제스
- 용의전설 드래곤 부스터 (KBS) - 키트원
- 정의의 용사 카봇 (KBS) - 타이
- 진 샤프트 (애니맥스) - 톨체 사이토
- 탑 블레이드 (SBS) - 에밀리 왓슨, 키키
- 태극천자문 (KBS) - 세나(20 ~ 39화 까지) / 정령왕(여)
- 톰과 제리 (SBS)
- 파워퍼프걸 (SBS) - 버터컵

### 애니메이션 영화
- 모모 (KBS) - 엔조
- 스타체이서 (KBS)

### 영화
- 걸 파이트 (KBS) - 베로니카 (샤논 월커 윌리엄스)
- 극속전설 (KBS) - 켈리 (임희뢰)
- 나의 그리스식 웨딩 (SBS) - 니티 (지아 카리데스)
- 나의 장미빛 인생 (KBS)
- 다크 블루 올모스트 블랙 (KBS) - 나탈리아 (이바 빠야레스)
- 달려라 조니 (KBS) - 안젤리크 (마리아나 레나타)
- 더 록 (KBS) - 칼라 (버네사 마실)
- 동거남녀 (KBS) - 민디 (주려기)
- 동경공략 (KBS)
- 마크 오브 엔젤 (KBS) - 롤라(엘로이즈 쿠냉)
- 맬리스 (SBS)
- 몰랫츠 (KBS) - 트리샤 (러네이 험프리)
- 미트 페어런츠 (KBS) - 데비
- 백 투 더 퓨처 2 (SBS)
- 법외정 (KBS) - 애니
- 보이스 앤 걸스 (KBS) - 에이미 (아만다 뎃머)
- 사랑의 이중주 (KBS) - 노라(제시카 하월)
- 산딸기 (KBS) - 사라 (비비 앤더슨)
- 스위트 노벰버 (SBS)
- 식스 센스 (KBS) - 애나 크로우 (올리비아 윌리엄스)
- 신부와 편견 (KBS) - 키란 빙리 (인디라 바르마)
- 아이들의 훈장 (KBS)
- 애니멀 (KBS) - 리아나 (콜린 하스겔)
- 어쌔신 (SBS)
- 에너미 오브 스테이트 (SBS) - 칼라 (리자이나 킹)
- 에일리언 2 (KBS) - 뉴트 (캐리 헨)
- 연애사진 (SBS) - 아야 (코이케 에이코)
- 엽문 (KBS) - 장영성 (슝다이린)
- 울어야 사는 여자 (KBS) - 초렝 (엔젤 아퀴노)
- 위대한 산티니 (KBS)
- 의혹 (KBS) - 넷(제시 브래드퍼드) / 아이(조지프 머젤로)
- 이프 온리 (KBS) - 로티 (루시 대번포트)
- 잠수종과 나비 (KBS) - 마리 (올라츠 로페즈 가르멘디아)
- 저스트 프렌즈 (SBS)
- 존 말코비치 되기 (KBS) - 난쟁이 여인(주디스 웻첼)
- 주니어는 못 말려 (KBS)
- 천국의 속삭임 (KBS) - 미르코의 엄마(로잔나 젠틸리)
- 천장지구 2 (KBS)
- 코드 46 (KBS) - 겔드의 아내(크리스틴 스콧 토머스)
- 퀵 앤 데드 (KBS) - 술집 주인의 딸(올리비아 버넷) / 어린 엘렌(스테이시 린 램소워)
- 포스트 임팩트 (KBS)
- 폭로 (SBS) - 신디(재클린 김)
- 피크닉 (KBS) - 매지 오웬 (킴 노박)
- 화소도 (KBS)
- 흑협 (SBS)
- 희극지왕 (SBS)
- A.I. (KBS) - 마틴(제이크 토머스) / 성인 여자(폴라 맬컴슨) / 파란 요정(메릴 스트립) / 여자 아이(헌터 킹)
- 48시간 2 (SBS)
- 8명의 여인들 (KBS) - 쉬종 (비르지니 르도엥)

### 외화
- 그레이 아나토미(KBS) - 렉스 그레이(카일러 리)
- 경감 메그레 시즌 2(KBS) - 엘세(미아 젝슨) / 사라(캐서린 칸터)
- 더 컬렉션(KBS) - 헬렌(메이미 거머)
- 로저의 단짝친구들 (EBS) - 밀리썬트
- 로즈 레드 (KBS) - 앨런(줄리아 캠벨)
- 스필버그의 어메이징 스토리 (KBS)
- 천사들의 합창 (SBS)
- 콜드 케이스 (KBS) - 멜라니 (리사 왈츠)
- 히어로즈 (SBS) - 산드라 베넷 (애슐리 크로우) / 티나(디어드리 퀸)

### 나레이션
- 닥터 클리닉
- 세대공감 토요일 (KBS)
- 이홍렬, 박주미의 여유만만 (KBS)
- 스타 집현전 (KBS)
- 아하! 그렇구나 (MBC)
- 슈퍼TV 일요일은 즐거워 (KBS)

### 라디오
- KBS 무대 10년(돌아온 봄날) (KBS)
- 소설극장(리진) (KBS)